# Мокшень кой
Мокшень кой — этническая религия мокшанского народа. Сформировалась в том числе под влиянием раннего маздаизма. В позднем средневековье на неё оказало влияние народное православие.

## Основы вероучения
Главным богом, владыкой вселенной для приверженцев данного вероучения выступает Шкай (Творец), называемый также Шкабаваз — творец всего сущего, обитающий на небе, глава всех высших (небесных) и низших (земных) богов.
Противник Шкая называется Идемявозь.
Из других богов и духов у мокшан можно назвать:
- Кардазава — божество-хранительница двора
- Кардазонь кирди — божество-хранитель двора
- Юрхтава — богиня рода, клана и очага
- Велень кирди юрхтава — божество-хранительница села
- Якшамава — богиня холода
- Якшаматя — бог холода
- Вазава — божество-хранительница скота
- Вармава — богиня ветров
- Вармань кирди — бог ветров
- Вирява — божество-хранительница леса
- Виряля — божество-хранитель леса
- Ведява — божество воды, ундина
- Ведяля — божество воды, водяной
- Акша кал — белая рыба
- Акша локсти — белый лебедь
- Акша келу — белая берёза
- Тумашкай — бог дуба
- Лепешкай — бог ольхи
- Атямшкай — бог грома
- Солтан — бог-держатель Земли
- Толава — богиня огня
- Ковава — богиня Луны
- Коватя — бог Луны
- Масторатя — бог подземного мира
- Модава — божество земли
- Кудава — божество дома

В современное время моления производятся богам:
- Шкай
- Акша келу
- Акша локсти
- Акша кал
- Тумашкай
- Лепешкай

По характеру моления также различаются на:
- случайные моления (например, о дожде)
- общинные — крупные праздники (Акша келу, Акша кал и др.)
- частные (семейные) — свадьба, рождение детей, похороны и др.

## Моления
Общинные моления (озкст) и случайные моления (озондомат) проводились (возможно) в определённых местах, в соответствии с традиционным календарём или при определённых обстоятельствах (засуха, мор). Общинные моления проводились, как правило, в священных рощах (репеште), а также на лугу, в оврагах (озондома лотка) или в доме. В местах, называемых кереметь, проводятся моления недобрым богам. Кереметь располагают на лесистом берегу реки, там где поблизости растут священные деревья иняру шуфтт: берёза, дуб, осина. Поминовение предков Атянь пешком проводят на берегу реки в густом ивняке, такое место прежде называлось ямкаль. Моление проводят пожизненно избираемые жрец инятя и жрица ёнцава (в прежние времена -имбаба), моления в доме — глава рода. Все священные предметы хранятся в доме иняти. К ним относятся священные ковши (иняру кечет), священная бочка (иняру парь), бочка для пожертвований (озкспарь), глиняные сосуды для приготовления молитвенных напитков поза и пуре, священное вёсельце (иняру миле) для помешивания напитков во время приготовления, жертвенный нож (иняру пеель) и другие, используемые только во время моления. В помощь иняте избирают троих старейшин «пурень тии атят», приготовлявших молитвенный напиток пуре. Инятя выдаёт им озкспарь и они приступают к сбору пожертвований (денег, а также зерна, мёда, яиц, масла) со всех участников в канун моления. Отказываться от внесения пожертвования считается грехом (пеже). За три дня до моления избирают трёх палонь пидихть, которые будут готовить жертвенное мясо. Инятя выдаёт им жертвенный нож, которым они будут разрезать жертвенное мясо и раздавать молящимся. За один день до моления избирают трёх ямонь кирдихть — кашеваров, которые будут готовить жертвенную кашу. Инятя выдаёт им священные ковши (их бывало 40, 50 или 100), в них ямонь кирдихть будут накладывать жертвенную кашу и раздавать молящимся. Инятя объявляет время начала моления. Во время моления инятя не приносит жертв и не поёт гимнов (озксмора) отдельно от других, но руководит общим пением озксмора. Самим ходом моления руководит ёнцава. Иняте первому подносят священный ковш («иняру кече») с молодым медовым пивом пуре, предназначенным для жертвенного подношения, затем из него пьют все молящиеся. Об окончания моления объявляет инятя, после чего все молящиеся расходятся по домам. Моленья также производятся священным деревям, священным камням.
- Юрхтонь озкc — домашнее, о семье и очаге
- Айгор озкс — о лошадях
- Лисьмонь озкс — у родника
- Келувонь озкс — у священного дерева — березы
- Тумонь озкс — у священного дерева — дуба
- Пяшень озкс — у священного дерева — липы
- Пичень озкс — у священного дерева — сосны
- Сувафтомань озкс — на лугу, весной, перед выгоном скота на пастбища
- Веле озкс — о селении
- Юрхтава озкс — о доме и очаге
- Видемозкс — на сев озимых
- Пакся озкс — о поле
- Варма озкс — о ветре
- Лайме озкс — о луге
- Пизем озкс — моление о дожде во время засухи
- Тракс озкс — о коровах
- Сараз озкс — о курах
- Атянь пъшкядема — день поминовения предков, проводят на берегу реки, в ивняке. Варят кашу. В тяжёлое время режут ягнят, варят мясо, призывают предков оказать помощь и покровительство.
- Од тол — Новый огонь. Очищение огнём в случае беды или мора. Ряженые женщины запрягаются в плуг и опахивают село кольцом. Во всех домах, в каждой печи заливают огонь. Все собираются на моление во время которого путём трения разжигают новый огонь. После моления этот огонь разносят по домам.

## Праздники
В прежнее время подготовкой и проведением праздника (ила) руководил жрец озатя, избиравшийся из старейшин не моложе 70 лет. Ему назначались 12 помощников (лездыхть), избиравшиеся из числа самых достойных и уважаемых мужчин общины. На большие праздники всегда зажигалась священная свеча Салтан штатол («Свеча Золтана»). Свеча делалась из воска до 2 метров в высоту и более полуметра в диаметре. Считалось, что в основе этой свечи, свеча, которая однажды упала с неба и была зажжена самим Богом Шкабавазом. Эта свеча ставилась на озондома парь — закрытую священную бочку, в которую в канун праздника собирают праздничные пожертвования.
- Оцю Сёра — проходит после весеннего сева. Прежде место праздника окапывали по кругу сохой, чтобы оградить домашних животных от мора. Это кольцо вокруг места праздника называлось «перьф копорема».
- Акша келу — совпадает с Днем Святой Троицы. В этот день проходит соревнование по борьбе на поясах «Акша келу»[5].
- Акша кал

## Жертвоприношения
В жертву богам приносится мясо жертвенных животного (ляба), которое называется молитвенным (озондомвал). Во время домашних молений жертвенное животное режут во дворе, у жертвенного камня кардаз сярхка, там же, в яму у камня выливают кровь животного. После молитвы небольшая часть жертвенного мяса кладётся на порог дома. Прежде для жертвоприношений использовался священный нож иняру пеель, сделанный из камня. Использовать его по другому назначению или доставать в обычный день считалось грехом. Во время общего моления этот нож носит за своим расшитым поясом инятя, во время домашнего — глава рода.

## Священная одежда
Инятя — жрец на молении или озатя — жрец на празднике прежде обязательно облачались в просторную и длиннополую белую одежду панар, надеваюмую через голову, она стягивалась на поясе специальным расшитым разноцветными письменами священном поясе («иняру каркс»). Панар шили из льняной или конопляной ткани. В прежнее время все молящиеся надевали «панар» во время моления.

## Культ предков
В древности умерших хоронили в лубе (кер), в который заворачивали тело и подвешивали на дереве, такое захоронение называлось урля или уркспря. В более позднее время хоронили на лесном кладбище (калмакужа). Из четырёх рядом растущих деревьев делали сруб и помещали его на образовавшиеся высокие пни. На срубе делалась крыша, внутрь помещали тело умершего в лубе. В период насильственного крещения калмакужат были сожжены. После этого погребение стало подземным. Похоронный обряд всегда был неразрывно связан с молениями (озкст), что подтверждают моления-поминовения весной и осенью на кладбище, сохранившиеся до сегодняшнего дня.
Умершие рассматривались как живущие в ином, загробном мире, они становились духами-покровителями живых. Их можно было призывать на помощь, они могли гневаться. Умершие могли умереть не единожды. Уважаемые старцы, считались святыми (иняруфт), так они пережили «смерть вторую».
После извещения о смерти к покойному начинали приходить родственники, соседи и знакомые люди, все приносили в дар ему хлеб, блины, пуре, деньги и клали всё на отдельный стол. Избранный из рода для ночного бдения ве ваны (для умершего мужского пола — мужчина, для умершей женского пола — женщина), а позднее сам пришедший сообщал покойному о приношении, при каждом сообщении все кланялись умершему. Деньги скоблили над его телом, негромко приговаривая: «Вот тебе деньги, делай на них всё, что захочешь, пойдёшь, может быть, на беседу, на свадьбу, поворожи за нас, живых.» Так же, скобля монеты, обращались к ранее умершим родственникам: «Родители, дедушки, бабушки! Вот мы посылаем вам 40 фунтов серебра, 40 фунтов меди, полную коробку табака, и т. д.» Рядом с покойным ставят воду («чтобы душа умылась»), в неё прежде бросали монету, чтобы задобрить душу покойного, и клали лепёшку («чтобы душа поела»). Ночью избранный из рода покойного оставался на ночное бдение (ве ванфтома) у тела.
Звали обмывальщиков («штайхть»). Никому кроме штайхть в прежнее время к телу, гробу (лазкс), щепе от гроба, вещам покойного прикасаться нельзя было из-за опасности заболеть «трупной болезнью» (шопача наркоть). Воду после обмывания, щепки от гроба и мусор выносят подальше от дома. После обряжения покойника близкие родственники начинали причитания (явсемат) по умершему (причитания по мужу начинала супруга, по детям — их мать, по родителям — дочь). Если причитывать некому — нанимают плакальщиц («ольксихть»). Все причитывали определённые причитания, обязательно с большой эмоциональной силой, поэтому все присутствующие невольно плакали. Причитания продолжались до вечера. Второй этап причитаний проходил после внесения в дом гроба, положения покойного в гроб, на второй день после смерти (у богатых — на третий). Кульминация плача наступает перед выносом гроба. Все присутствующие прежде падали на колени и просили прощения у покойного и его покровительства. После выноса гроба из дома все останавливались и обращались к предкам с просьбой принять к себе нового человека, а живым послать здоровья. Перед домом накрывали стол и ставили гроб рядом со столом. После этого переходили к третьему этапу причётов. Все родственники и любившие покойного также выносили перед домом накрытые столы на пути следования процессии с гробом, у которых все останавливались. Перед тем как хоронить также нужно было принести жертву — «откуп места» (вастонь идема) — бросить монеты в изголовье будущей могилы. Плакальщицы исполняли последний этап причитаний. В прежнее время плачи делились на девять этапов:
- первый — после наступления смерти
- второй — при обмывании
- третий — при положении в гроб
- четвёртый — при прощании в доме
- пятый — при выносе тела
- шестой — при проводах незакрытого гроба
- седьмой — при последнем прощании
- восьмой — при закрытии гроба
- девятый — при опускании гроба в могилу

После проводов покойного (кучмолият) и похорон (калмама), во время которых полагалось молчать, при возвращении все пели гимны (озксморот), которые исполняются на ночной рождественский праздник Роштува, на свадьбах и новосельях. Во дворе дома разводят большой костёр к которому подходят все вернувшиеся с кладбища, во многих местах — подходят к печи. Всем, кто боится мёртвых всегда предлагалось подойти к огню или заглянуть в печь, так как огонь несёт в себе очистительную силу. Все собираются на поминовение (лятфтамат) в доме покойного. На это время избирают вастозай — человека, который должен будет «замещать» покойного, он должен иметь сходство с покойным. Его одевают в одежду, принадлежавшую покойному, сажают на место покойного, задают вопросы о том, как ему живётся в другой жизни. Вастозаю полагается отвечать на вопросы и хвалить жизнь покойного, говоря, однако, от третьего лица («У него и там хороший достаток». «У вашего и там всё хорошо».). После поминовения в доме возвращаются на кладбище с угощениями и напитками. Всё это надлежит съесть на кладбище, отделив часть в жертву покойному. После этого с покойным все прощаются и просят «не приходить без зова». На третий день родственники приходили на кладбище и просили Модаву «принять и не выпускать покойного». На поминальные трапезы на 3, 9, 20 и 40 дни и в день озкса поминовения предков (Атянь пъшкядема ши) в дом приглашают родственников и самого покойного обращаясь с молитвой-обращением в сторону кладбища. На трапезе снова присутствует вастозай, который рассказывает о том, что у покойного всё хорошо в его «другой жизни». Трапеза длится до утра, после чего всех, и также, обращаясь к незримо присутствовавшему покойному, провожают по домам.
Незамужних девушек и юношей хоронили в свадебной одежде, так как в другой жизни им предстояло выйти замуж или жениться. Обмывать их приглашали глубоких стариков (для девушек — старых женщин, для юношей — стариков).